# Habenaria verdickii
Habenaria verdickii är en orkidéart som först beskrevs av De Wild., och fick sitt nu gällande namn av Rudolf Schlechter. Habenaria verdickii ingår i släktet Habenaria och familjen orkidéer. Inga underarter finns listade i Catalogue of Life.